# Unité urbaine de Châteauroux
L'unité urbaine de Châteauroux est une unité urbaine française centrée sur la commune de Châteauroux, dans le département de l'Indre, en région Centre-Val de Loire.

## Données générales
Dans le zonage réalisé par l'Insee en 1999, l'unité urbaine était composée de quatre communes. ainsi que dans celui réalisé en 2010.
Dans le nouveau zonage réalisé en 2020, elle est composée des quatre mêmes communes.
En 2022, avec 60 134 habitants, elle représente la 1re unité urbaine du département de l'Indre et occupe le 6e rang dans la région Centre-Val de Loire, après l'unité urbaine de Blois (5e rang régional) et devant l'unité urbaine de Montargis qui se positionne au 7e rang régional.
En 2020, sa densité de population s'élève à 318 hab/km2. Par sa superficie, elle ne représente que 2,8 % du territoire départemental mais, par sa population, elle regroupe 27,7 % de la population du département de l'Indre.

## Composition de l'unité urbaine en 2020
Elle est composée des quatre communes suivantes :
| Nom                        | Code Insee | Département | Statut       | Superficie (km2) | Population (dernière pop. légale) | Densité (hab./km2) | Modifier                                    |
| -------------------------- | ---------- | ----------- | ------------ | ---------------- | --------------------------------- | ------------------ | ------------------------------------------- |
| Châteauroux (ville-centre) | 36044      | Indre       | ville-centre | 25,54            | 43 079 (2022)                     | 1 687              | modifier les données · modifier les données |
| Déols                      | 36063      | Indre       | banlieue     | 31,74            | 7 618 (2022)                      | 240                | modifier les données · modifier les données |
| Le Poinçonnet              | 36159      | Indre       | banlieue     | 45,00            | 5 848 (2022)                      | 130                | modifier les données · modifier les données |
| Saint-Maur                 | 36202      | Indre       | banlieue     | 87,91            | 3 589 (2022)                      | 41                 | modifier les données · modifier les données |

## Évolution démographique
| 1968   | 1975   | 1982   | 1990   | 1999   | 2009   | 2014   | 2020   |
| ------ | ------ | ------ | ------ | ------ | ------ | ------ | ------ |
| 57 661 | 67 087 | 67 140 | 67 382 | 66 420 | 64 553 | 61 625 | 60 520 |

#### Données générales
- Unité urbaine
- Aire d'attraction d'une ville
- Aire urbaine (France)
- Liste des unités urbaines de France

#### Données démographiques en rapport avec l'unité urbaine de Châteauroux
- Aire d'attraction de Châteauroux
- Arrondissement de Châteauroux

#### Données démographiques en rapport avec l'Indre
- Démographie de l'Indre